# Guldhornene (film fra 1914)
 For alternative betydninger, se Guldhornene (flertydig). (Se også artikler, som begynder med Guldhornene)
Guldhornene er en dansk stumfilm fra 1914, der er instrueret af Kay van der Aa Kühle efter manuskript af Palle Rosenkrantz.

## Handling
Sagnet om guldhornene fortælles her over motiver fra Adam Oehlenschlägers digt fordelt over fire tidsaldre: fundet af det første guldhorn i 1639, fundet af det andet guldhorn i 1734, guldhornstyveriet i 1802 og guldhornenes saga i aktuel tid. Emilie Sannom og Emanuel Gregers medvirker i alle fire episoder.

## Medvirkende
- Emanuel Gregers - Leif
- Emilie Sannom - Signe
- Jens Trap Walther - Kong Christian IV
- Hakon Ahnfelt-Rønne - Greven
- Karen Sandberg - Grevinden
- Christian Borgen - Kustoden og smeden Astir, Signes far
- Peter S. Andersen - Guldsmeden
- Thorleif Lund - Frieren
- Rasmus Ottesen - Odin
- Dagny Tychsen - Freja
- Hugo Bruun - Trællen Gru
- Charles Løwaas - Søkongen Helge